# Peaches (singel The Stranglers)
Peaches – drugi singel zespołu The Stranglers, wydany 21 maja 1977 roku. Tytułowy utwór pochodzi z płyty Rattus Norvegicus. Singel został wydany na krążku winylowym o wielkości 7". Jego sprzedaż osiągnęła wysokie 8. miejsce na brytyjskiej liście najlepiej sprzedawanych singli UK Singles Chart.

## Utwory
Strona A
- „Peaches” – 3:58

Strona B
- „Go Buddy Go” – 3:55

## Twórcy
- Jean-Jacques Burnel – gitara basowa, śpiew
- Hugh Cornwell – gitara, śpiew
- Dave Greenfield – instrumenty klawiszowe
- Jet Black – perkusja